# Beatyfikowani i kanonizowani Kościoła katolickiego w 2009 roku
W 2009 roku wyniesiono na ołtarze 7 błogosławionych i 10 świętych Kościoła katolickiego.
26 kwietnia
- Św. Archanioł Tadini
- Św. Bernard Tolomei
- Św. Noniusz Álvares Pereira
- Św. Gertruda Comensoli
- Św. Katarzyna Volpicelli

7 czerwca
- bł. Rafał Ludwik Rafiringa

5 lipca 
- bł. Emilia de Villeneuve

4 października
- bł. Eustachy Kugler

11 października
- Św. Ojciec Damian z Molokaʻi
- Św. Zygmunt Szczęsny Feliński
- Św. Rafał Arnáiz Barón
- Św. Franciszek Coll
- Św. Maria od Krzyża (Joanna) Jugan

18 października
- bł. Cyriak Maria Sancha y Hervás

25 października
- bł. Carlo Gnocchi

31 października 
- bł Zoltán Meszlényi

22 listopada
- bł. Maria-Alfonsyna Danil Ghattas